# Nu är jag lycklig i alla skiften
Nu är jag lycklig i alla skiften är en psalm med text skriven 1884 av Nils Frykman och musik skriven 1877 av Joël Blomqvist.

## Publicerad i
- Psalmer och Sånger 1987 som nr 648 under rubriken "Att leva av tro - Glädje - tacksamhet".[1]